# Tandilia sagitta
Tandilia sagitta är en fjärilsart som beskrevs av Paul Dognin 1897. Tandilia sagitta ingår i släktet Tandilia och familjen nattflyn. Inga underarter finns listade i Catalogue of Life.